# Die Piraten der Karibik
Die Piraten der Karibik (Originaltitel: Caraibi) ist eine deutsch-italienische Fernsehproduktion in vier Teilen. Es ist eine Abenteuerverfilmung des Regisseurs Lamberto Bava aus dem Jahr 1999.

## Handlung

### Ausgestoßen und gejagt
Mailand im Jahre 1664: Die Söhne der Mailänder Adelsfamilie Albrizzi sind unzertrennlich und machen alles gemeinsam. Ferrante ist ein begabter Fechter, während sein Bruder Ippolito eher ein kühler Denker ist. Sie liegen mit ihren Nachbarn, den Corneros, im Streit, weil diese einen Teil des Besitzes der Albrizzi für sich beanspruchen. Eines Tages kehrt die Tochter Corneros aus dem Kloster heim und begegnet auf dem Weg Ferrante, der sich Hals über Kopf in sie verliebt. Er ist zu schüchtern, um sie selbst aufzusuchen und schickt daher seinen Bruder Ippolito zu ihr um ihr einen Brief zu überbringen. Ippolito verliebt sich ebenfalls in Livia Cornero. Bei den Grenzstreitigkeiten kommt es zu einem folgenschweren Unglück, als Ippolito versehentlich auf Livia schießt und diese, wie er denkt, tödlich getroffen hat.
Als Ferrante hinzukommt und erkennt, dass sie beide dieselbe Frau geliebt haben, versucht er seinen Bruder zu töten. Doch sie werden von den Männern Corneros angegriffen. Ippolito wird gefangen genommen und soll hingerichtet werden, während Ferrante entkommt. Er kann es jedoch nicht ertragen, der Hinrichtung beizuwohnen und stürzt davon. So begegnet er schließlich dem berüchtigten Piraten „Teufelskralle“, der ihn in seiner Mannschaft aufnimmt. Gemeinsam werden sie zum Schrecken der Weltmeere und Ferrante ist bald der engste Vertraute des Freibeuters. Ippolito wird jedoch nicht hingerichtet, sondern ins Gefängnis geworfen.

### Mit dem Tod im Bunde
Ippolito ist mit zwei Verbündeten aus dem Gefängnis entkommen und spioniert inzwischen als „Alexandre Du Bois“ für den französischen König. Er wird ausgesandt, den Piraten „Schwarzer Engel“ in der Karibik aufzuspüren und zur Strecke zu bringen. Dieser Pirat ist kein anderer als sein Bruder Ferrante, den er eigentlich sucht, um sich bei ihm zu entschuldigen und ihn um Versöhnung zu bitten. Auf einem Sklavenmarkt befreit Ferrante die schöne Isabella, die ihn für einige Zeit auf seinen Raubzügen begleitet. Isabella soll in Paris den Exgouverneur von Martinique, „Saint Luc“, heiraten. Die Bruderschaft der Freibeuter wir zudem massiv durch spanischen Truppen bedroht, so dass sich Ferrante mit seinem Schiff auf den Weg nach Europa begibt, um in Lüttich Kanonen fertigen zu lassen. Unterdessen hält sich Ippolito als „Alexandre Du Bois“ gemeinsam mit seinen Gefährten Passaia und Cione im Auftrag des Königs von Frankreich in Brabant auf, wo er sich als schwedischer Gesandter ausgibt. Er wird in ein Duell mit dem rätselhaften „Aurigemma“ verwickelt, welcher sein Gesicht hinter einer Maske verbirgt. „Aurigemma“ erkennt Ippolitos wahre Identität, so dass dieser mit seinen Begleitern zur Küste fliehen muss, um ein Handelsschiff nach Frankreich zu besteigen.

### Corneros Rache
Frankreich und Spanien wollen gemeinsam der Piraterie in der Karibik ein Ende bereiten. Isabellas Ehemann „Saint Luc“ wird mit einer Flotte dorthin entsandt. Doch er scheitert an dieser Aufgabe und verliert sein Leben. Ippolito wird daraufhin durch Zutun von Cornero zum Vertreter der Spanischen Krone und Kommandanten von Martinique ernannt. Ippolito freut sich, Isabella in der Karibik wiederzutreffen. Er denkt, sein Bruder Ferrante sei tot, da er sein Grab gefunden hat. Er widmet sich voller Verzweiflung der Jagd nach dem „Schwarzen Engel“, den er für Ferrantes Mörder hält. Gnadenlos verfolgt er alle Freibeuter und bringt einen nach dem anderen zur Strecke. Zufällig erfährt Ippolito, dass der „Schwarze Engel“ niemand anderes ist als sein tot geglaubter Bruder. Er bemüht sich um Versöhnung, doch Ferrante kann und will ihm nicht verzeihen. Es kommt zur offenen Schlacht, in deren Verlauf das Schiff Ferrantes, die „Livia“ sinkt. Doch von Ferrante fehlt jede Spur.

### Das Geheimnis der Kaziken
Es gelingt der Indiofrau Malina, den schwerverletzten Ferrante an Land zu bringen, wo sie ihn gemeinsam mit einem indianischen Priester gesundpflegt. Der Priester weiht Ferrante in das Geheimnis seines Stammes ein: In einer goldglänzenden Pyramide in einer unterirdischen Höhle werden die Schicksale aller Menschen in Stoff gewebt aufbewahrt. Dort kann Ferrante seine eigene Geschichte nachlesen. Doch dieser Blick in die Zukunft verkündet ihm ebenso den Untergang der Spanier und ihres Königs. Ippolito leidet nach der Schlacht, geschwächt durch den neuerlichen Verlust seines Bruders, an einem heftigen Fieber. Isabella pflegt ihn, doch die Ärzte wissen keinen Rat mehr, um ihn zu retten. Inzwischen trifft Cornero in Begleitung des rätselhaften „Aurigemma“ bei ihr ein und bietet ihr seine Unterstützung an. Hinter „Aurigemmas“ Maske verbirgt sich die tot geglaubte Livia, die durch die Schussverletzung Ippolitos entstellt ist, diese jedoch überlebte. Aufgewühlt vom Hass auf Ippolito und Ferrante, sinnt sie noch immer auf Rache und will die Brüder sterben sehen. Ferrante ist inzwischen mit Malina vermählt. Als die Spanier ihr Dorf angreifen, fliehen alle in die nahe gelegene Höhle. Doch die spanischen Angreifer sind in der Überzahl und so gelingt ihre Befreiung nur durch die Unterstützung von Ippolito und dem Piraten „Teufelskralle“.

## Kritik
„Kurzweiliger, aber flacher Kostümball. […] Buntes Piratentreiben im Fernsehformat […] Buntes Geplänkel in seichten Gewässern“

## Veröffentlichungen
- Die Piraten der Karibik war wiederholt auf unterschiedlichen Fernsehsendern zu sehen, so beispielsweise auf das Vierte, Tele 5 oder Kabel eins.
  - TV2 (TV Ungarn 2000)
- Die Filme sind als DVD-Sammlung auf 3 oder 6 DVDs von S.A.D. Home Entertainment GmbH erhältlich.
  - bei Pidax Film (DVD Deutschland 2010)
  - Sigma Film (DVD Russia 2008)

- Der Vierteiler lief unter folgenden Titeln[4]
  - „Die Piraten der Karibik“ oder „Piraten der Karibik“ in Deutschland erstmals am 3. Januar 1999
  - „Caraibi“ in Italien am 7. Januar 1999
  - „A Karib-tenger kalózai“ in Ungarn am 13. März 2000
  - „Pirates: Blood Brothers“ in Kanada (Titel der DVD) und den USA
  - „Piratii din Caraibe“ in Rumänien
- Das Buch zum Film
  - Peter Mennigen: Die Piraten der Karibik. Das Buch zur TV-Serie mit Mario Adorf. Bastei Lübbe, Köln 1999, ISBN 3-404-12873-7.